# Comunità Montana Alta Val Polcevera
Die Comunità Montana Alta Val Polcevera war eine Comunità montana in der norditalienischen Region Ligurien. Politisch gehörte sie zur Metropolitanstadt Genua.
Durch ein Regionalgesetz aus dem Jahr 2010 wurden die Comunità montane der Region Ligurien abgeschafft. Die Verwaltungsgemeinschaft befindet sich in Liquidation.
Zu der Comunità montana gehörten die Gemeinden Campomorone, Ceranesi, Mignanego, Serra Riccò und Sant’Olcese. Der Verwaltungssitz befand sich in Ceranesi.
Der Gemeindezusammenschluss grenzte mit seinem Territorium an die Provinz Alessandria der Region Piemont. Direkt an der Grenze lag der Parco Capanne di Marcarolo.